# Англо-майсурські війни
13° пн. ш. 77° сх. д. / 13° пн. ш. 77° сх. д.
Англо-Майсурські війни — серія з чотирьох воєн, що точилися протягом останніх трьох десятиліть XVIII століття між Султанатом Майсур з одного боку та Британською Ост-Індською компанією (представленою головним чином сусіднім Мадраським президентством), Маратською імперією, Королівство Траванкор і Королівство Хайдарабад з іншого. Гайдар Алі та його наступний син Тіпу вели війни на чотирьох фронтах: британці атакували із заходу, півдня та сходу, а війська Нізама — з півночі. Четверта війна призвела до повалення дому Гайдера Алі та Тіпу (останній був убитий під час четвертої війни, у 1799 році) та ліквідації Майсуру на користь Ост-Індської компанії, яка взяла під контроль більшу частину країни на Індійському субконтиненті.

## Чотири війни

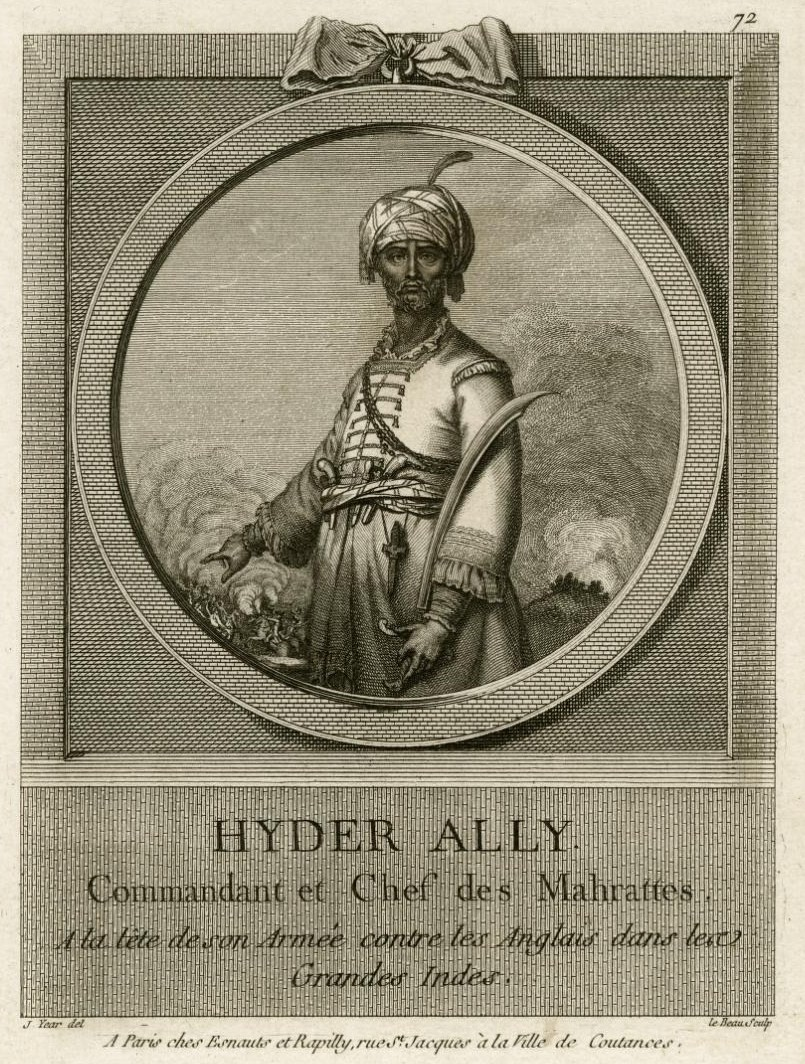
Гайдар Алі в 1762 році, неправильно описаний як «головнокомандувач маратхів. На чолі своєї армії у війні проти англійців в Індії» (французька картина).

### Перша англо-майсурська війна
Перша англо-майсурська війна (1767—1769) розпочалася тим, що Гайдер Алі досяг певного успіху проти британців, майже захопивши Мадрас. Британці переконали Нізама Мір Нізам Алі Хана напасти на Алі. Однак це було тимчасово, і в лютому 1768 року Нізам підписав новий договір з англійцями. Алі довелося боротися з британською бомбейською армією, що наступала на заході, і Мадраською армією, що наступала з північного сходу. Однак атака Гайдера на Мадрас призвела до того, що уряд Мадрасу подав прохання про мир і, як результат, був підписаний Мадраський договір.

### Друга англо-майсурська війна
Друга англо-майсурська війна (1780—1784) стала періодом більш кривавих битв, у яких доля коливалася між ворогуючими державами. У битві при Поллілурі у вересні 1780 року Тіпу переміг Вільяма Бейлі та Джона Брейтуейта під Кумбаконамом у лютому 1782 року, обидва були взяті в полон до Серінгапатаму. Британський командувач сер Ейр Кут переміг Алі в битві при Порто-Ново та Арні. Тіпу продовжив війну після смерті свого батька. Зрештою, війна завершилася підписанням Мангалорського договору 11 березня 1784 року, який відновив status quo ante bellum. Ґаджендрагадський договір у квітні 1787 року поклав край конфлікту з маратхами. Під час Другої англо-майсурської війни генерал-губернатором Індії був Воррен Гастінгс (1772—1785). Друга англо-майсурська битва велася між 1780—1784 роками.

### Третя англо-майсурська війна
Під час Третьої англо-майсурської війни (1790—1792) Тіпу, тепер союзник Франції, вторгся в 1789 році в сусіднє Королівство Траванкор, союзника Британії. Британськими військами командував Чарльз Корнуолліс. Війна тривала три роки і стала гучною поразкою Майсуру. Війна закінчилася після облоги Серінгапатама в 1792 році та підписання Серінгапатамського договору, за яким Тіпу мав віддати половину свого королівства Британській Ост-Індській компанії та її союзникам.

### Четверта англо-майсурська війна
Четверта англо-майсурська війна (1798—1799) ознаменувалася смертю Тіпу та подальшим скороченням території Майсуру. Альянс Майсура з французами розглядався як загроза для Ост-Індської компанії, і Майсур був атакований з усіх чотирьох сторін. Майсур мав 35 000 солдатів, тоді як англійці командували 60 000 військ. Нізам Акбар Алі Хан і маратхи почали вторгнення з півночі. Британці здобули вирішальну перемогу під час облоги Серінгапатама (1799). Під час оборони міста Тіпу було страчено. Велика частина майсурської території, що залишилася, була анексована британцями, нізамами та маратхами. Ядро, що залишилося, навколо Майсура та Серінгапатама, було передано індійському принцу Ювараджі Крішнараджа Вадіяру III (пізніше Махараджі Крішнараджа Вадіяру III) під правлінням його бабусі; члени династії Вадіяр були при владі до того, як Алі став фактичним правителем. Вадіяри правили залишками королівства Майсур до 1947 року, коли воно приєдналося до Домініону Індія.

### Наслідки
Після битв при Плассі (1757) і Буксарі (1764), які встановили британське панування над Східною Індією, англо-майсурські війни, англо-маратхські війни (1767—1799) і, нарешті, англо-сикхські війни (1845—1849), консолідував британські претензії на Південну Азію, що призвело до появи Британської імперії в Індії, хоча опір між різними групами, такими як афганці та бірманці, тривав аж до 1880-х років.

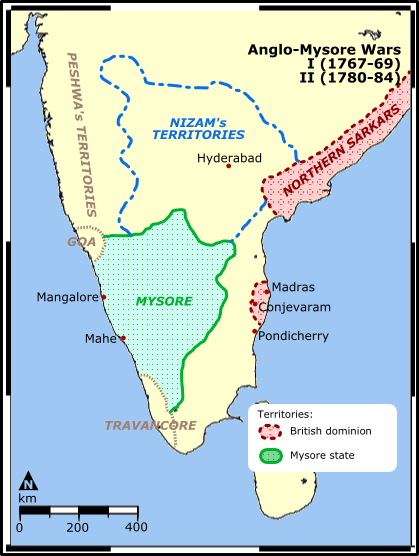
Перша і Друга англо-майсурські війни
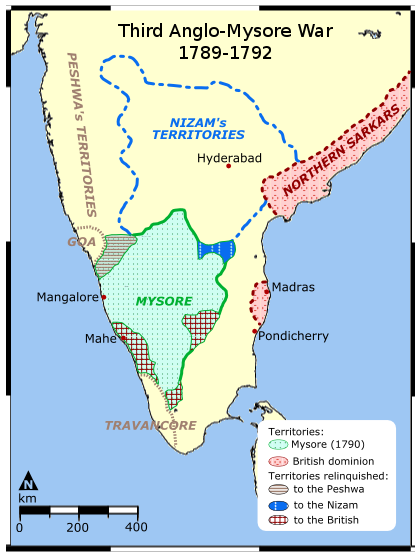
Третя англо-майсурська війна
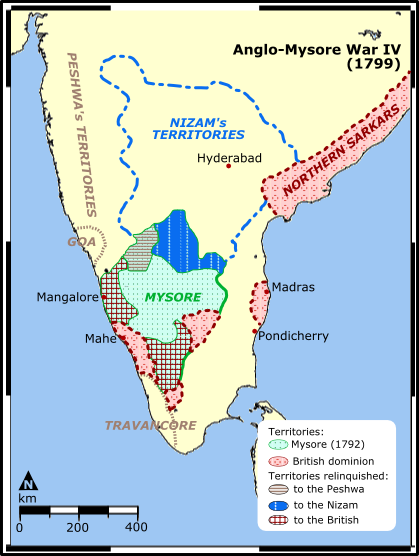
Четверта англо-майсурська війна
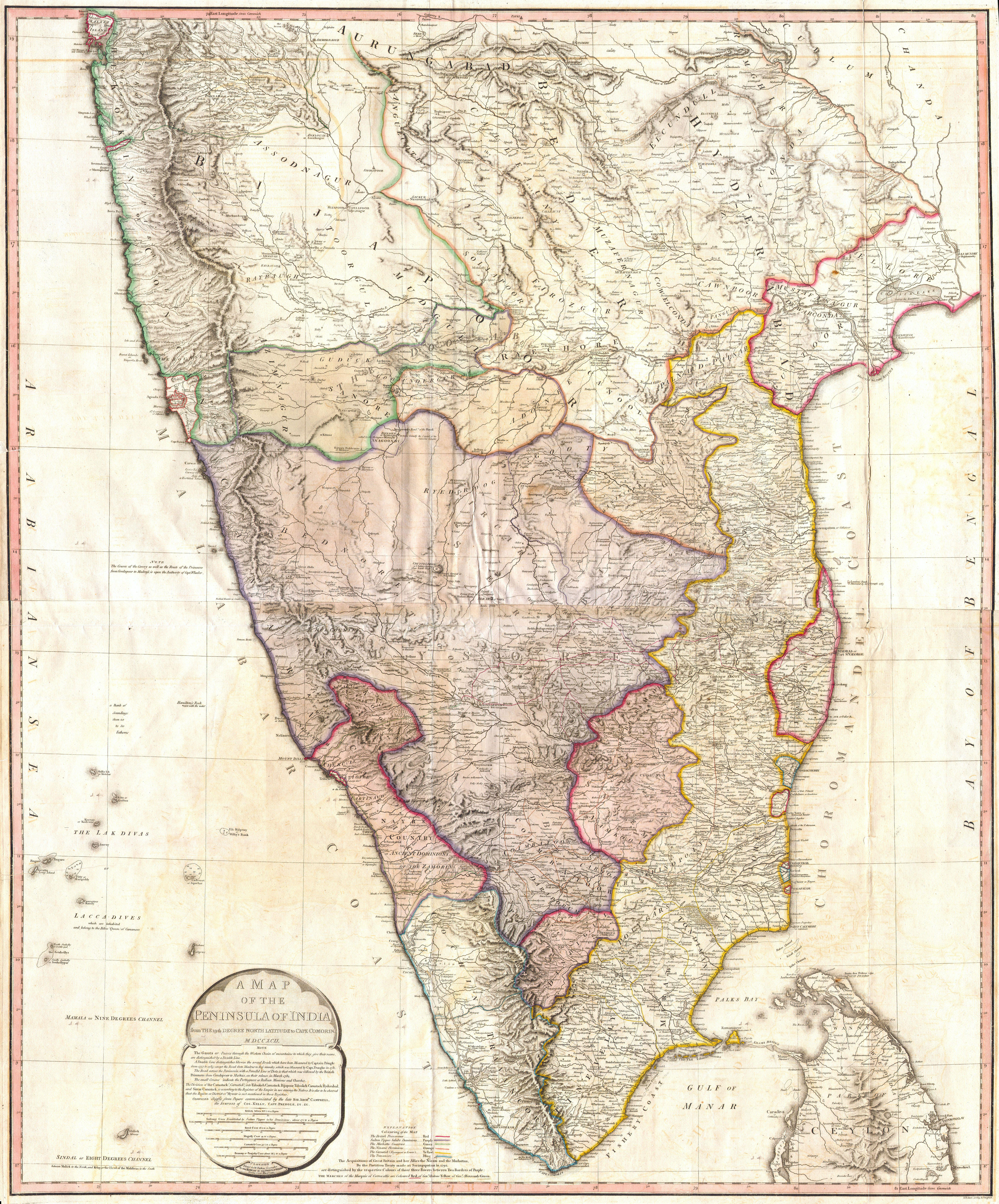
Карта 1793 року
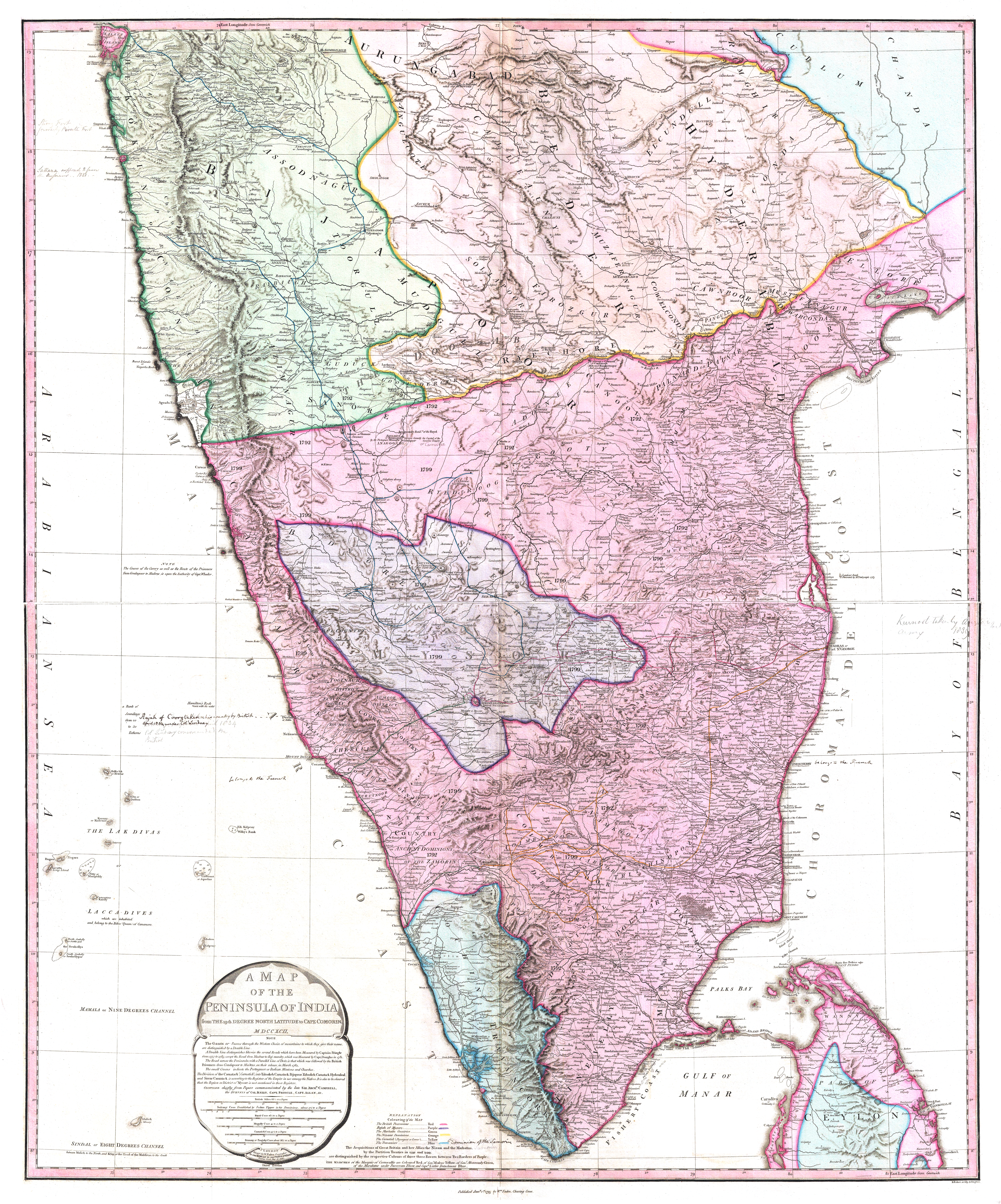
Карта 1800 року

## Ракети
Майсурські ракети, які використовував Тіпу під час битви при Поллілурі, були набагато досконалішими, ніж будь-які, які раніше бачила Британська Ост-Індська компанія, головним чином через використання залізних трубок для утримання палива. Це забезпечило більшу тягу і дальність польоту ракети (до 2 кілометри (1,2 миля)). Після остаточної поразки Тіпу в Четвертій англо-майсурській війні та захоплення кількох майсурських залізних ракет вони вплинули на розробку британських ракет, надихнувши ракету Конгріва, яка незабаром була використана в наполеонівських війнах.

## Подальше читання
- Brittlebank, Kate (1997). Tipu Sultan's Search for Legitimacy: Islam and Kingship in a Hindu Domain. Delhi: Oxford University Press.
- Cooper, Randolf G. S. (September 2005). Culture, Combat, and Colonialism in Eighteenth- and Nineteenth-Century India. The International History Review. 27 (3): 534—549. doi:10.1080/07075332.2005.9641071.
- Jaim, H. M. Iftekhar; Jaim, Jasmine (Autumn 2011). The Decisive Nature of the Indian War Rocket in the Anglo-Mysore Wars of the Eighteenth Century. Arms & Armour. 8 (2): 131—138. doi:10.1179/174962611X13097916223244.
- Kaliamurthy, G. (1987). Second Anglo-Mysore War (1780–84). Mittal Publications.
- Roy, Kaushik (2011). War, Culture and Society in Early Modern South Asia, 1740–1849. Taylor & Francis.
- Gidwani, Regan S. (2014). The Sword of Tipu Sultan. — a novel linked to TV series
- https://sites.google.com/vvdatalink.com/vv-datalink/knowledge/history/indian-history/mordern-history/anglo-mysore-wars